# Unified Parkinson's Disease Rating Scale
La Unified Parkinson's Disease Rating Scale (Escala unificada para la evaluación de la Enfermedad de Parkinson), abreviada UPDRS es una escala de estratificación usada para seguir el avance de la Enfermedad de Parkinson.
Está compuesta de las siguientes secciones:
- Parte I: Estado mental, de comportamiento y humor.

1. Deterioro intelectual
2. Trastornos del pensamiento
3. Depresión
4. Motivación, iniciativa

- Parte II: Actividades de la vida diaria

1. Habla
2. Salivación
3. Deglución
4. Escritura
5. Cortar comida y sostener cubiertos
6. Vestirse
7. Higiene
8. Rodar sobre la cama
9. Caídas (Sin relación a la congelación)
10. Congelación al caminar
11. Marcha
12. Temblor
13. Quejas sensoriales relacionadas con la enfermedad.

- Parte III: Examen motor (por el médico)

1. Habla
2. Expresión facial
3. Temblor en reposo
4. Temblor postural de las manos
5. Rigidez
6. Golpeteo de los dedos (El paciente golpetea el pulgar con el índice en sucesión rápida)
7. Movimiento de las manos (El paciente abre y cierra las manos rápida y constantemente)
8. Movimientos rápidos alternados de manos (Pronación-Supinación, vertical-horizontal)
9. Agilidad en las piernas
10. Levantarse de una silla
11. Postura
12. Manera de caminar
13. Estabilidad postural
14. Bradicinesia e hipocinesia corporal

- Parte IV: Complicaciones de la terapia (en la semana pasada)

1. Discinesias
2. Fluctuaciones clínicas
3. Otras complicaciones

- Parte V: Escala modificada de Hoehn y Yahr

1. Severidad de la enfermedad

- Parte VI: Escala de Schwab y England AVD

1. Evaluación de actividades cotidianas

Esos puntos son evaluados mediante la entrevista y la exploración física. Médicos e investigadores utilizan la escala UPDRS, en especial la sección de evaluación para seguir la progresión de la enfermedad de Parkinson en una persona. Los investigadores clínicos lo usan para medir los beneficios de una terapia en un sistema de clasificación más unificado y aceptado. Los neurólogos también lo utilizan en la práctica clínica para seguir la progresión de los síntomas de sus pacientes de una manera más objetiva.

## Escalas de estratificación similares
Otras escalas de evaluación para la enfermedad de Parkinson son escala de Hoehn y Yahr y la escala de Schwab y England, aunque ambas medidas están incluidas dentro de la UPDRS en formato modificado.